# Лангар (сикхизм)

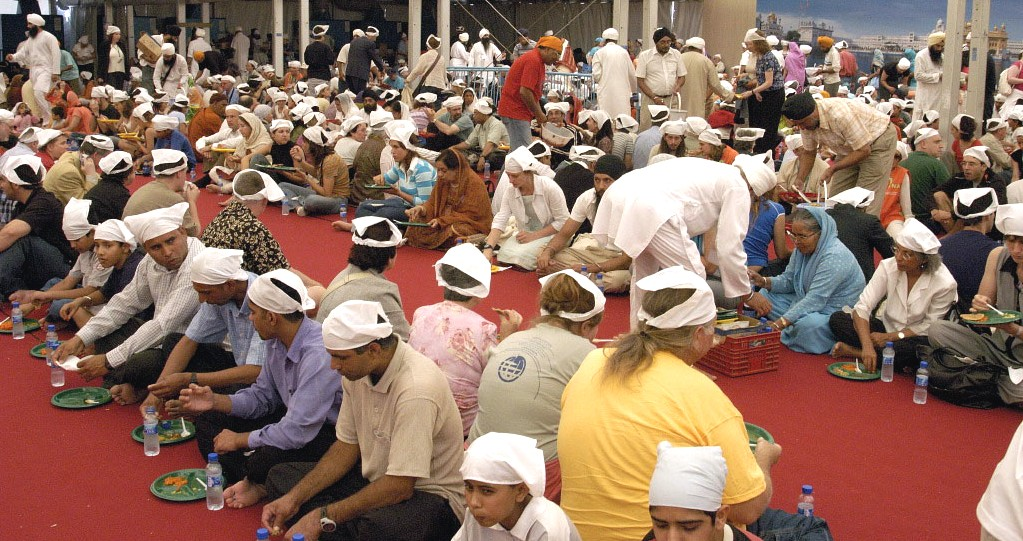

Лангар (Пангат) — пища, которую традиционно раздают в бесплатных столовых в сикхских гурудварах. Термином «лангар» также называют сами столовые. Начало этой традиции положил первый сикхский гуру Нанак.

## Описание
Принципом Лангара является отсутствие какой бы то ни было дискриминации. Все посетители должны садиться бок о бок и разделять между собой одну и ту же пищу — высокородный и простолюдин, богач и бедняк, принц и крестьянин. Создание Лангара, таким образом, стало практической реализацией принципа равенства. Третий Гуру (Гуру Амар Дас) постановил, что никто не получит его аудиенции до тех пор, пока не разделит общую трапезу в Лангаре. В лангарах раздают исключительно вегетарианскую пищу, чтобы люди всех вероисповеданий могли отведать её.